# Kim Dong-seon
Kim Dong-seon (koreanisch 김동선; * 30. Mai 1989 in Seoul, Südkorea) ist ein südkoreanischer Dressurreiter.
Kim ist der Sohn von Kim Seung-yeon, dem Vorsitzenden von Hanwha.
An den Asienspielen nahm Kim Dong-seon drei Mal (2006, 2010 und 2014) teil. Er gewann in der Dressur drei Goldmedaillen mit der Mannschaft und eine Silbermedaille im Einzelwettbewerb. Lieferte er 2006 mit Pleasure 18 noch das Streichresultat, war er 2010 mit Pleasure 18 und 2014 mit Finally erfolgreich in der Mannschaftswertung. 2014 gewann er zudem hinter seinem Landsmann Hwang Young-shik die Silbermedaille im Einzelwettbewerb.
Bei den Weltreiterspielen 2014 in der Normandie erreichte er mit seinem Pferd Bukowski Platz 66 in der Einzelwertung Dressur. Er qualifizierte sich für das Weltcupfinale 2014 in Lyon, Frankreich, bei dem er auf Bukowski Platz 17 in der Einzelwertung erreichte.
Zwei Jahre später wurden Kim und Bukowski 43. bei den Olympischen Spielen in Rio de Janeiro. Im Sommer 2018 erwarb Kim Dong-seon das Gestüt Ludwig in Wegberg.
2017 verursachte Kim im betrunkenen Zustand Querelen.